# St. Christophorus (Lübeck)

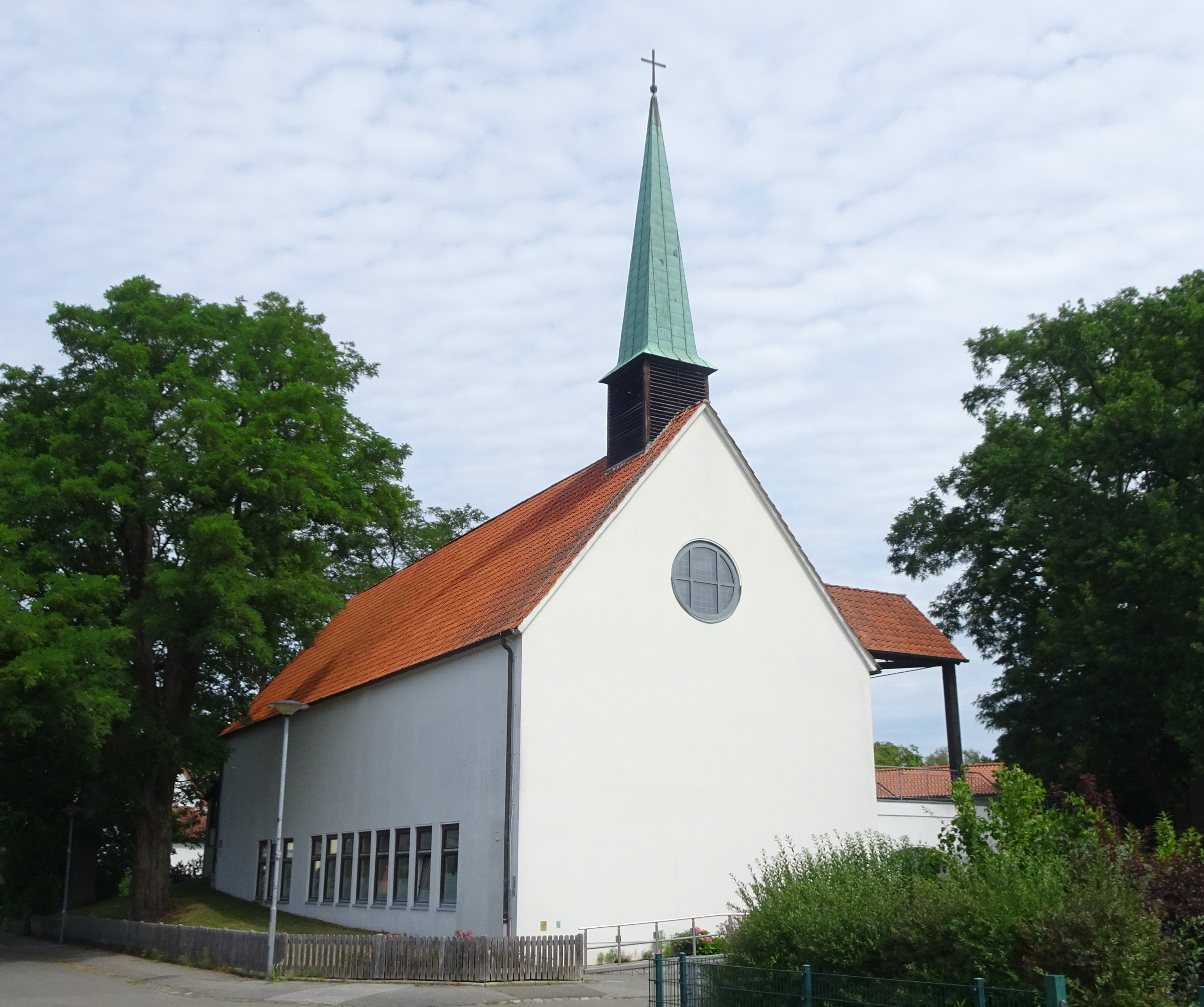
St. Christophorus

Die evangelisch-lutherische Kirche St. Christophorus ist das Kirchengebäude der gleichnamigen Gemeinde in der Evangelisch-Lutherischen Kirche in Norddeutschland im Lübecker Stadtbezirk Eichholz. Sie steht als Kulturdenkmal unter Denkmalschutz.

## Geschichte
In Brandenbaum/Eichholz, der östlichen Vorstadt Lübecks entlang der nach Mecklenburg führenden Brandenbaumer Landstraße, liegt die St.-Christophorus-Kirchengemeinde. Die Vorstadt war bis zur Mitte des 20. Jahrhunderts nur dünn besiedelt. Zunächst gehörten die Bewohner zur Jakobikirche oder im Fall Kaninchenberg zur Aegidienkirche, dann zur Gertrud-Kirchengemeinde. Doch der Weg zur St.-Gertrud-Kirche war sehr weit, weshalb bis 1945 viele Eichholzer Bewohner den Gottesdienst in der Dorfkirche von Herrnburg besuchten, die näher an dem Wohngebiet lag. Das Gut Brandenbaum war offiziell nach Herrnburg eingepfarrt.
Für die Arbeiter der Schlutuper Werke wurden ab 1935 Ziegelhäuser im alten Eichholz errichtet. Im Laufe des Zweiten Weltkrieges wurden Lager für Kriegsgefangene und Ostarbeiter eingerichtet. Auch Lübecker, die ihr Haus durch den Bombenangriff an Palmarum 1942 verloren hatten, und nach Kriegsende 1945 Flüchtlinge und Vertriebene aus Danzig-Westpreußen, Ostpreußen und Pommern wurden hier untergebracht. Viele von ihnen siedelten sich dauerhaft in Eichholz an, so dass ein neuer Ortsteil entstand. Die St.-Gertrud-Gemeinde richtete für die Bewohner der Ortsteile Eichholz und Brandenbaum eine eigene Pfarrstelle ein (St. Gertrud IV). Die Gottesdienste fanden zunächst in der Veranda des Herrenhauses Kaninchenberg statt, später auch in einer Baracke mit den Namen St. Johannis Brandenbaum in der Straße Im Fuchsloch. 1952 bildete Eichholz-Brandenbaum nach Gründung der Thomas-Gemeinde zunächst den zweiten Pfarrbezirk dieser Gemeinde, doch schon 1954 erhielt Eichholz eine eigene Kirche. Die Gemeinde St.-Christophorus wurde am 1. April 1955 eigenständig.
Da der Ortsteil weiter ausgebaut wurde, kam eine zweite Pfarrstelle hinzu, ebenso ein neues Gemeindezentrum am Huntenhorster Weg. Hier hat auch der zweite Kindergarten seine Räume. Als in den 1970er Jahren das Gebiet um das Gut Brandenbaum mit Wohnungen des sozialen Wohnungsbaus bebaut wurde, entstand am Mercatorweg 1979 das dritte Gemeindehaus, nach dem Ratzeburger Heiligen Ansverus benannte Ansverushaus, das heute der diakonischen und interkulturellen Arbeit dient.
Enge nachbarliche Beziehungen zur Kirchengemeinde Herrnburg, die nach dem Krieg  aufgrund der deutschen Teilung nicht möglich waren, bestehen seit 1989 wieder.
Seit im November 2024 die nahegelegene, zur katholischen Pfarrei Zu den Lübecker Märtyrern gehörende Liebfrauenkirche entweiht und geschlossen wurde, dient die St.-Christophorus-Kirche als Simultankirche, in der die katholische und die evangelische Gemeinde abwechselnd Gottesdienste halten.

## Bau
1954 wurde das Kirchengebäude mit Gemeindesaal, Pastorat und Kindergarten von dem Lübecker Architekt Heinz Bahr entworfen und erbaut. Die Kirche wurde im kostengünstigen Trautsch-Pieper-Verfahren errichtet, das nach den Lübecker Bauunternehmern Erich Trautsch und Klaus Pieper benannt ist. Betonbögen dienen als Grundgerüst des Kirchenschiffes, zugleich tragen sie auch das Dach. Aufgefüllt wurden die Bögen mit Schlacksteinen aus Schlackbeton, der innen und außen weiß gekalkt wurde. Ähnlich aufgebaut ist auch die St.-Markus-Kirche im Stadtteil St. Lorenz-Nord. Das Dach ist mit roten Dachziegeln gedeckt, worauf ein Dachreiter errichtet ist, dieser dient als Glockenträger. Der schlichte Kirchenbau lässt die Kargheit der Erbauungszeit deutlich erkennen. Der Innenraum erinnert an die Nissenhütten der Flüchtlinge.
Am 31. Oktober 1954 erfolgte die Einweihung der Kirche. Sie erhielt das Patrozinium des heiligen Christophorus, weil es in Lübeck schon eine Johanneskirche gab. Die Gemeinde erhielt eine in Holz geschnitzte Christophorus-Statue von Otto Flath. 
Das Gemeindezentrum in der Schäferstraße ist auf einem Rundhügel (Schanze), der vermutlich Teil der Lübecker Landwehr war, wie eine Hofanlage erbaut. Den Innenhof umgibt er wie ein Wall, die Kirche im Westen, das Pastorat im Norden und der Kindergarten im Osten, Richtung Süden ist die Anlage offen. Dort führt eine breite Freitreppe zum Eingang der Kirche hinauf. Im Untergeschoss der Kirche befindet sich der Gemeindesaal.
Der Innenraum der Kirche wurde zwischen den Jahren 1987 und 1992 renoviert und der Gemeindesaal auf die heutige Größe erweitert. Die bauliche Anlage: das gesamte Kirchengebäude mit seiner bauzeitlichen Ausstattung sowie das Äußere des Pastorates, stehen heute unter Denkmalschutz.

## Orgel

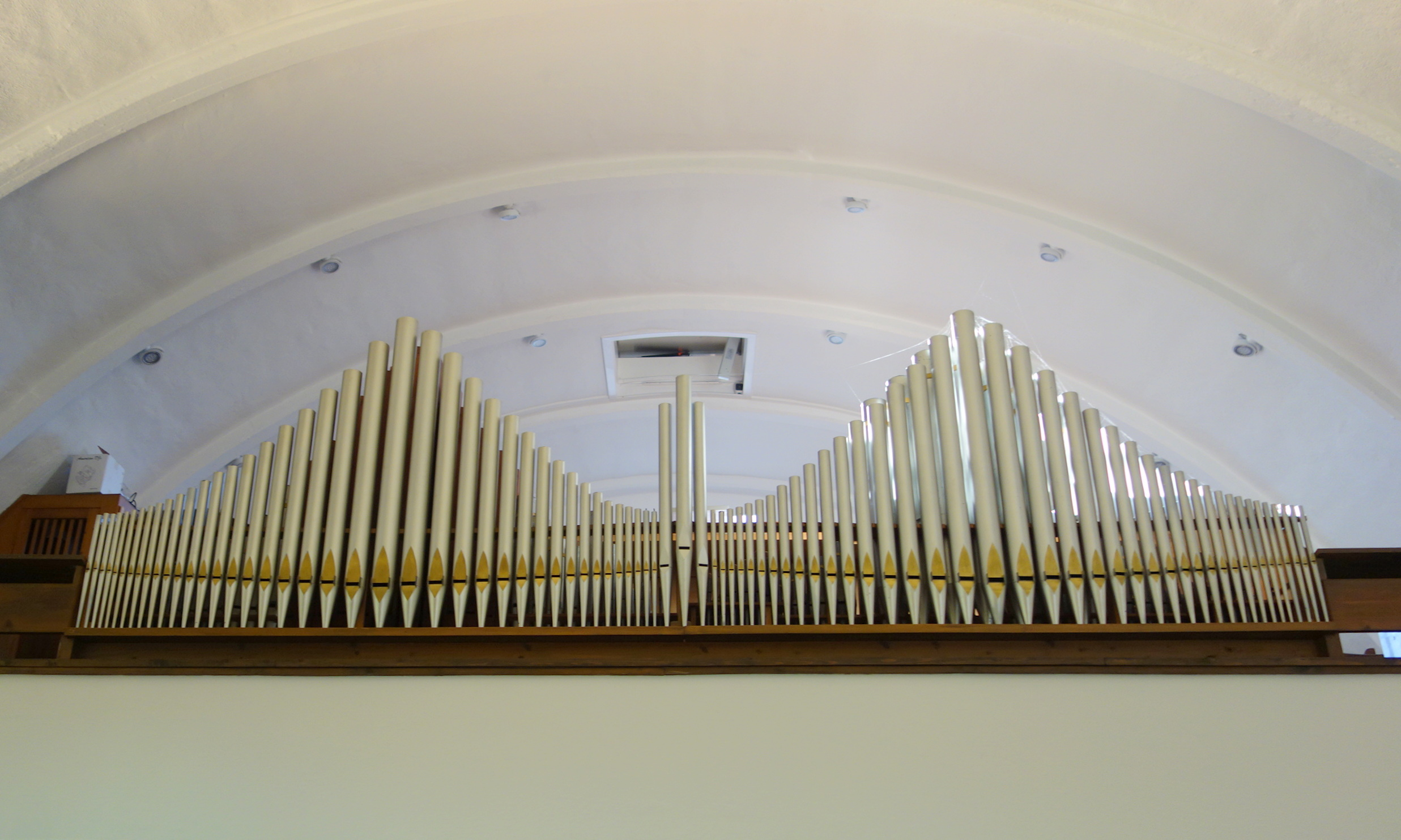
Orgel

Die Orgel von 1949 ist ein Werk von der Lübecker Orgelbaufirma Emanuel Kemper & Sohn mit 12 Registern auf zwei Manualen und Pedal. Sie war ursprünglich im Gemeindesaal St. Petri aufgestellt, dann von 1951 bis 1957 in der St.-Jürgen-Kapelle. 1957 kam sie nach St. Christophorus. Dabei wurde die Pfeifenreihe des Prinzipal 4′ sichtbar an der Emporenbrüstung aufgestellt. Das Pedalwerk befindet sich in einem Schrank auf der linken Emporenseite. Das Instrument bezieht älteres Material ein und verfügt über elektropneumatische Kegelladen. Wegen der tonnenförmigen Deckenkonstruktion mussten die größten Pfeifen gelegt werden.
| I Hauptwerk C–f3 |               |       |
| 1.               | Pommer        | 8′    |
| 2.               | Flöte         | 8′    |
| 3.               | Prinzipal     | 4′    |
| 4.               | Oktave        | 2′    |
| 5.               | Mixtur III–IV | 1 ⁄3′ |

| II Oberwerk C–f3 |           |       |
| 6.               | Gedackt   | 8′    |
| 7.               | Rohrflöte | 4′    |
| 8.               | Waldflöte | 2′    |
| 9.               | Quinte    | 1 ⁄3′ |
|                  | Tremulant |       |

| Pedal C–d1 |          |     |
| 10.        | Subbass  | 16′ |
| 11.        | Gedackt  | 8′  |
| 12.        | Quintade | 4′  |

- Koppeln: II/I, I/P, II/P
- Spielhilfen: 2 freie Kombinationen, Tutti